# Invalidenfriedhof
L'Invalidenfriedhof és un cementiri històric i monument commemoratiu a Berlín (Alemanya). El nom significa «cementiri dels invàlids». Feia part d'un hospici per soldats invàlids, víctimes militars de la guerra, creat per Frederic el Gran (1712-1786) el 1746. El cementiri es va estrenar el 1748.
Es troba entre el carrer Scharnhornstrasse i el canal Berlín-Spandau. És un dels cementiris més vells de Berlín i és considerat com un vestigi de la història militar de Prússia i Alemanya, en memòria de la guerra (1813-1815) contra l'ocupació Alemanya per l'imperi napoleònic. Les destruccions durant la Segona Guerra Mundial i el fet que el mur de Berlín creuava el cementiri, van fer que només 230 sepulcres es van conservar. El cementiri és llistat com Gartendenkmal (monument jardí).